# فرط اليقظة
فرط اليقظة (بالإنجليزية: Egersis)‏ في المصطلحات الطبية، هو حالة شديدة من اليقظة التنبهية، وغالباً ما تستخدم في سياق الأرق. تترجم عادة هذه الكلمة اليونانية على أنها ارتفاع الإثارة أوالتهيج أو كلاهما.
في اللاهوت المسيحي تعني: موقف للقيامة. تظهر كلمة إجريسيس مرة واحدة في العهد المسيحي الجديد في إنجيل ماثيو 27:53.
يظهر "Egeiro" عدة مرات في العهد الجديد وهو شكل من نفس معنى الكلمة. كان هنالك بعض الجدل العلمي حول الفلسفة التفسيرية للإجريسيس فيما يتعلق بالقيامة المسيحية.
في اللاهوت الإغريقي القديم "Egersis" هو مهرجان سنوي يحتفل بإيقاظ تمثال الإله للعبادة .كانت لهذه المهرجانات أحيانا أهمية كبيرة.على سبيل المثال، منع الإلكسندر الأكبر من التضحية جزئياً بإله صور ملكارت؛ لأنه من المفترض أن يحدث مهرجان ملكارت قريباً.أخذ الإسكندر هذا كعلامة على عدم الاحترام وفرض حصاراً شهيراً على المدينة.